# 안인식
안인식(安寅植, 1891년 11월 14일 ~ 1969년 3월 16일)은 일제강점기의 교육인이자 유교 계열의 학자로, 자는 공작(公鵲), 호는 미산(嵋山)이며 본적은 충청남도 당진군 순성면이다.

## 생애
일제 강점기 초기에는 공립학교 교유로 근무한 교육인이었다. 1930년대부터 조선총독부 직속의 명륜학원 강사로 임명되면서 유교계의 대표적인 인물로서 활발한 활동을 했다. 경학원 사성과 명륜학원 강사, 교과용도서조사위원회 위원 등을 겸임했다.
중일 전쟁이 발발한 1937년에 시국과 오인의 각성이라는 제목의 시국 연설을 한 것을 시작으로 태평양 전쟁 기간 중 전쟁협력 행적이 뚜렷하다. 1944년에는 《조선》에 〈황도유학의 본령〉이라는 글을 발표하는 등 저술 활동도 병행했다.
1942년에는 조선중견유림성지참배단이라는 단체를 조직하여 단장을 맡고, 일본의 신사를 성지라는 이름으로 순회 참배하기도 했다. 참여한 단체로는 국민정신총동원조선연맹, 국민총력조선연맹, 조선임전보국단, 조선언론보국회 등이 있다.
1949년에 반민족행위처벌법에 따라 반민특위에 체포되었다. 기소되어 공판 과정에서 《황도유학 개론》과 같은 책을 쓴 사실에 대해 추궁받았으나 반민특위의 활동이 방해를 받는 과정에서 보석으로 풀려났다.
2008년 친일인명사전 편찬을 위해 작성된 민족문제연구소의 친일인명사전 수록예정자 명단 중 유교 부문과 친일단체 부문에 포함되었으며 2009년 친일반민족행위진상규명위원회가 발표한 친일반민족행위 705인 명단에도 포함되었다.

## 같이 보기
- 경학원
- 조선임전보국단